# Campaneta blava
La campaneta blava (Campanula persicifolia, l'epítet específic persicifolia significa 'de fulles com les del presseguer') és una espècie campanulàcia herbàcia i perenne. La seva distribució és europea des del sud de Finlàndia al nord de la regió mediterrània, incloent els Països Catalans (només a Catalunya)
És una herba erecta pubescent que fa de 30 a 80 cm de llargada; floreix de maig a agost amb flors blaves (lila) o blanques, pèndules en raïm unilateral poc foliós; tija arrodonida; corol·la de 2-3 cm.
El seu hàbitat és el bosc caducifoli poc humit, vorades del bosc sobre sòls eutròfics. Viu des del 100 als 1.650 m d'altitud. Normalment floreix al juny, però un inici d'estiu sec pot reduir o inhibir-ne la floració.
En jardineria se'n cultiven nombroses varietats botàniques i cultivars amb colors com el blanc, rosa o porpra.